# Rainy Day, Dream Away/Still Raining, Still Dreaming
Pistes de Electric Ladyland
Rainy Day, Dream Away
Burning of the Midnight Lamp
(9) 1983... (A Merman I Should Turn to Be)
(11)
Pistes de Electric Ladyland
Still Raining, Still Dreaming
Moon, Turn the Tides....Gently Gently Away
(12) House Burning Down
(14)
Rainy Day, Dream Away et Still Raining, Still Dreaming sont deux parties d'une chanson écrite par Jimi Hendrix et parue en 1968 sur l'album Electric Ladyland (1968) du groupe The Jimi Hendrix Experience. Elles sont séparées sur l'album par la chanson 1983... (A Merman I Should Turn to Be) et l'interlude Moon, Turn the Tides... Gently, Gently Away et ouvrent donc les faces C et D.

## Historique et enregistrement
Les 18 et 19 mai, The Jimi Hendrix Experience est tête d'affiche du Miami Pop Festival organisé par Michael Lang (futur organisateur du festival de Woodstock). Le concert du 19 est annulé à cause de la pluie torrentielle. C'est à ce moment-là que Jimi écrit la chanson Rainy Day, Dream Away. La chanson décrit un appel à la rêverie alors que Jimi regarde la pluie à travers la fenêtre de sa limousine.
La chanson prend forme trois semaines plus tard, le 10 juin, aux Record Plant Studios à New York, sans l'Experience. À la place, Hendrix invite son ami Buddy Miles à la batterie, puis Mike Finnigan à l'orgue, Freddie Smith au saxophone et Larry Faucette aux congas, tous trois membres du groupe The Serfs (méconnu du grand public à l'époque). Hendrix était allé les écouter pendant l'enregistrement, dans les mêmes studios, de leur album The Early Bird Cafe (qui sortira en 1969). Séduit par ce qu'il avait entendu, il a invité les musiciens à enregistrer avec lui.

« Tom Wilson avait découvert, puis produit mon petit groupe de R&B. Il m'a présenté à Jimi Hendrix, et Jimi m'a demandé ainsi qu'à Freddie et Larry de jammer sur une chanson qu'il avait en tête. Il a dit "On va fait un truc lent en ré". »

— Mike Finnigan
Lors de l'enregistrement, Hendrix demande à ses musiciens de jammer un petit échauffement sous forme de shuffle avant d'attaquer cette ballade jazz-soul-électrique en deux prises quasi improvisées guidées par Jimi. Freddie Smith et Larry Faucette n'apparaissent pas sur la seconde prise. Finnigan rapporte que Hendrix faisait des signes de tête pour signifier les changements d'accords.

## Séances de mixage
Lors du mixage, Hendrix et l'ingénieur du son Eddie Kramer décident de mettre les deux prises bout à bout (dont la transition se situe vers 2 minutes et 9 secondes), sachant que les dix secondes d'introduction ont été ajoutées pour donner une ambiance de club jazz à la chanson. Sur la seconde partie de la seconde prise est appliqué un important dephasing lors du mixage.
Une fois le mixage effectué, Jimi Hendrix décide de scinder la chanson en deux parties, séparées sur l'album par deux autres titres : 1983... (A Merman I Should Turn to Be), et Moon, Turn the Tides....Gently Gently Away. Rainy Day, Dream Away ouvre ainsi la face 3 de la version vinyle, et Still Raining, Still Dreaming la face 4.

## Personnel
- Jimi Hendrix : chant, guitare, mixage
- Buddy Miles : batterie
- Mike Finnigan (du groupe The Serfs) : orgue
- Freddie Smith  (du groupe The Serfs) : saxophone (première partie seulement)
- Larry Faucette  (du groupe The Serfs) : congas (première partie seulement)
- Eddie Kramer : ingénieur du son, mixage